# Тоба (језеро)
Језеро Тоба (инд. Danau Toba) је језеро вулканског порекла у северном делу острва Суматра у Индонезији. Смештено је у калдери супервулкана. Дуго је 100 км и до 30 км широко. Налази се на надморској висини од 900 метара. Укупна површина језера је 1.103 км2 а највећа дубина 505 метара.
Тоба је највеће језеро у Индонезији и највеће вулканско језеро на свету.
Језеро Тоба створено је на месту супервулканске ерупције означене бројем 8 у Индексу експлозивности вулкана. Ерупција се догодила пре 74 000 година и имала је глобални климатски утицај. То је највећа позната експлозивна ерупција на Земљи у последњих 25 милиона година.
Прихваћено је да је ерупција вулкана Тоба изазвала „вулканску зиму” са падом температуре од 3 до 5°C широм света и до 15°C у вишим географским ширинама. Додатне студије откриле су значајне количине пепела, које воде порекло од ове ерупције, наталожене у језеру Малави, али мало назнака значајног климатског ефекта у источној Африци.